# Кувр-фас

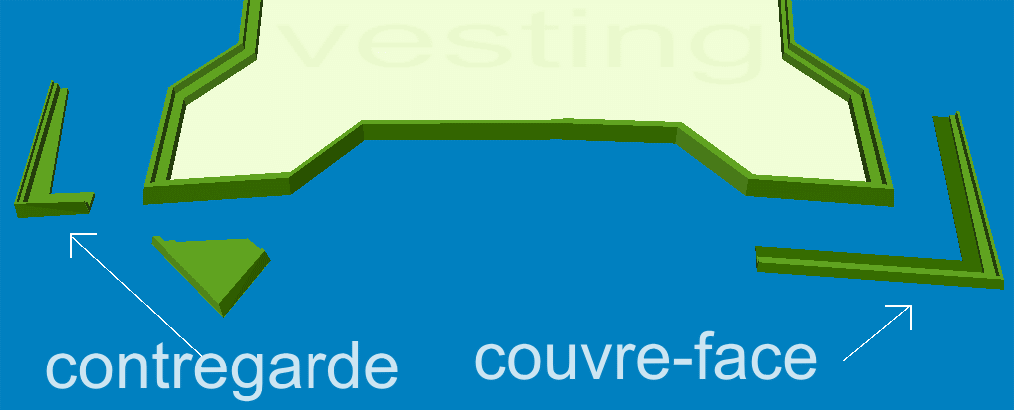
Кувр-фас і контргард

Кувр-фас (від фр. couvre-face — «прикрий-фас») — у бастіонній системі фортифікації — зовнішнє укріплення у формі літери V, що служить для прикриття фасів бастіону або равеліну, захисту їх від брешування (пробиття артилерійським вогнем). Являв собою низький вал з бруствером попереду головного рову. На відміну від контргарду, кувр-фас призначався тільки для рушничного вогню.
Контргарди або кувр-фаси, що оточували один або кілька фронтів безперервно, називалися анвелопою.